# Villeneuve-Saint-Nicolas
Villeneuve-Saint-Nicolas település Franciaországban, Eure-et-Loir megyében. Lakosainak száma 138 fő (2018. január 1.). Villeneuve-Saint-Nicolas Boncé, Montainville, Pézy, Rouvray-Saint-Florentin, Theuville, Voves, Beauvilliers és Les Villages Vovéens községekkel határos.

## Népesség
A település népessége az elmúlt években az alábbi módon változott:
| Lakosok száma | 88   | 90   | 102  | 102  | 118  | 128  | 144  | 156  | 140  | 138  |
|               | 1968 | 1975 | 1982 | 1999 | 2006 | 2008 | 2011 | 2015 | 2017 | 2018 |